# 鐵拳：血脈
《鐵拳：血脈》是一部動作奇幻動漫電視動畫，改編自萬代南夢宮娛樂公司的視頻遊戲系列《鐵拳》。 該系列改編自 1997 年電子遊戲《鐵拳 3》的故事，講述了年輕武者風間仁打敗殺死他母親風間準的鬥神的故事。仁的任務導致他接受了他暴力的祖父三島平八的訓練以追踪鬥神，三島主持了一場名為鐵拳之王的格鬥錦標賽。動畫於2022年8月18日在Netflix首播，共六集。
該系列是風間仁的成長故事，遊戲系列導演原田勝弘想要強調這一點，因為《鐵拳 3》並沒有突出風間仁的過去。 導演宮尾佳和，就是想把仁的悲慘故事表現得恰到好處。
由於動畫片長較短，該動畫的反應不一，除了風間仁以外，大多數角色的出場時間都很少，而是強調打斗場面。 該節目動畫的風格和質素也受到質疑。

## 故事概要
風間仁是一位年輕的武術家，與他的和平主義者母親風間準一起住在屋久島。 有一天，遠古惡魔鬥神襲擊了他們的家園，最終風間準戰死。風間仁按照母親遺言中的指示，投靠他的祖父，一位名叫三島平八的商人和武術家。三島平八對風間仁產生了興趣，並以更加暴力的三島武術訓練他，以便為母親報仇，並指示仁放棄風間流的和平主義方法。 經過四年的訓練，平八開始了鐵拳之王錦標賽，仁將在比賽中消滅遠古惡魔鬥神。
到達庫斯科參加比賽后，仁得知他的父親是三島一八，一位擁有惡魔力量的武術家。 平八在之前的比賽中殺死了一八，以阻止他毀滅世界。 仁從父親那裡繼承了惡魔基因，吸引遠古惡魔鬥神來到他的家。 在鐵拳之王錦標賽中，仁在打斷對手的一條腿後開始對自己的暴力風格感到矛盾。 在下一場比賽中，仁放棄了三島家的價值觀，因為他還與格鬥家和高中同學凌曉雨成為了朋友，凌曉雨讓他想起了他母親的方法，並贏得了與花郎的友誼賽，並與茱莉亞·張和老將保羅·菲尼克斯成為了朋友。 現在平靜下來，仁贏得了比賽。 被仁的和平主義激怒的平八向仁發起挑戰，以證明他是錦標賽的贏家，但他們的戰鬥被遠古惡魔鬥神的甦醒打斷了。 在凌曉雨、花郎、保羅和茱莉亞的幫助下，仁設法打敗了遠古惡魔鬥神，但隨後被平八殺死，因為據透露，平八擔心仁會變得像他父親一樣。 仁在通往來世的道路上找到了他的母親，但他的惡魔基因甦醒了，並以長著黑色羽毛翅膀的惡魔形態復活了他，這與一八的形態不同。 仁輕鬆制服了平八，差點殺了他。 當凌曉雨和花郎的喜悅傳到他的耳朵時，仁從同樣的力量的暴力意圖中恢復了部分人性，這種暴力意圖腐蝕了一八，然後飛向了一個未知的地方。

## 登場角色
- 風間仁：千葉一伸
- 風間準：能登麻美子
- 三島平八：福田大典
- 三島一八：篠原正治
- 花郎：森川智之
- 凌曉雨：坂本真綾
- 保羅·費尼克斯：大塚芳忠
- 茱莉亞·張：吉田聖子
- 妮娜·威廉斯：冬馬由美
- 巖龍：宇垣秀成
- Leroy Smith：菊池康弘
- 豹王：平居正行
- 三浦 アキコ：伊瀬 茉莉也